# Split friction
Split friction är ett väglag där friktionen är mycket olika i sidled, till exempel mellan vänster respektive höger däck och vägbanan.
En alternativ benämning är my-split, där my är den grekiska bokstaven μ, som används för att beteckna friktionsfaktorn.

## Upptäcks sällan innan det är för sent
Man märker inte split friction på fordonets beteende vid acceleration, normal körning eller mjuk inbromsning. Men vid hård (nöd-)bromsning är risken stor att fordonet roterar (svänger tvärt) kring det hjul som har bäst väggrepp. Detta innebär en mycket stor trafiksäkerhetsrisk.

## Förekomst och orsak
Split friction uppstår ofta på vintervägbana, när trafiken i hjulspåren nöter igenom en is/snötäckt vägbana. 
Split friction kan även uppstå på grund av fläckvis lappning av vägskador, varvid lapparna kan ha annan textur och färg än vägbanan i övrigt. Färgskillnad på lappade vägar kan ge split friction i samband med upptinande tunn is. Is som ligger på nygjorda svarta (bitumenrika) lappar tinar i solljus upp snabbare än is på gammal grådaskig asfalt. Resultatet kan liknas vid en skridskobana med låg friktion, vilken har inslag av lappar med fullt väggrepp. Lappning som skett med finkornig och bindemedelsrik asfaltmassa kan, i synnerhet om de avslutningsvis förseglas med rent bitumen, ge mycket låg textur. Detta kan ge oöverträffat väggrepp på torr väg, eftersom kontaktytan mellan däck och väg maximeras. Däremot orsakar sådana ytor lätt friktionsrelaterade instabilitetsproblem vid bromsning på ytor utsatta för långvarigt intensivt regn, genom att däck-/vägbanekontakten lätt kan upphöra helt (jämför vattenplaning under ena sidan av fordonet). Effekten av att vägbanan lappats fläckvis på detta sätt kan liknas med att fordonet har fullgott däckmönster på ena sidan, medan den andra sidans däck är blankslitna.
Fläckvis lappning förekommer över hela vägbanans bredd. Helt dominerande är dock lappning av vägkanter. Orsaken är att vägkanten har dåligt sidostöd, om den inte har en 1-3 m bred vägren eller mycket flack innerslänt. Problemet med dålig bärighet vid vägkanten förekommer utbrett i Sverige, Norge och Finland. I många andra länder, däribland Danmark, är det inte vanligt förekommande. Där innehåller vägreglerna krav på bred vägren eller flack innerslänt på de tungt trafikerade vägarna.
Split friction kan också uppstå efter dåligt utförd tanklappning. Tanklappning sker med tankbeläggningsteknik, varvid vägbanan sprejas med bitumen innan ett pågrus sprids ut och vältas ned i bindemedlet. Friktionsproblemet uppstår om pågruset inte fastnar ordentligt. Resultatet blir då en vägbana där all nedåtriktad textur har "spacklats igen" av bitumen, men där uppåtriktad textur (pågrusets stentoppar) helt saknas. Resultatet blir en lapp med obefintlig textur, vilket ger risk för extrem split friction i samband med regn.

## Gränsvärde utan genomslag
Känd kunskap är att ”En varierande friktion i längs- eller tvärled kan innebära en ökad olycksrisk t.ex. i samband med inbromsning.”.
I Trafikverkets regelverk står: "Friktionen i sidled bör inte variera med mer än 0,25". Denna formulering återspeglar krav i de övergripande Vägreglerna, vilka är tvingande för alla statliga landsvägar: "Vägar skall vara så utformade och utförda att de får tillfredsställande friktion. Kontinuerliga friktionsegenskaper hos ytmaterialen skall eftersträvas."
Trots känd kunskap och gällande säkerhetskrav, utförs varje år hundratals kilometer fläckvis lappning och därmed risk för trafikfarlig split friction på de statliga landsvägarna.

## Fordonstekniska åtgärder
Bilindustrin arbetar mycket intensivt med att förfina system som i viss mån kan kompensera för de problem (instabilitet, längre bromssträcka) som split friction medför. Så spenderas numera över en halv miljard SEK per år på studier av bland annat bromsegenskaper på underlag med split friction-egenskaper vid testanläggningar i övre Norrland.[källa behövs]

## Vägtekniska åtgärder
Split friction till följd av fläckvis lappade vägkanter kan förebyggas genom att så som i exempelvis Danmark regelmässigt bygga bred vägren eller flack innerslänt (1:4 eller helst ännu mindre lutning).
Halkrisk i samband med fläckvis lappning kan minimeras, genom att arbetet följer väl genomtänkta vägregler samt kontrolleras genom relevant våtfriktionstest, texturmätning och färgskillnadsmätning av oberoende tredjepart.
Det är naturligtvis av yttersta vikt att trafikanter omedelbart varnas genom relevant vägmärkesskyltning sedan risk för split friction konstaterats.